# Auyantepui
Auyantepui eller Ayan-Tepui (pemón: Auyantepui, dansk: ~ djævelebjerget) er et tepui beliggende i delstaten Bolívar i den sydøstlige del af Venezuela, i nationalparken Canaima. Auyantepui er det største, mest berømte og besøgte tepui Venezuela.
Auyantepui er et meget stort plateau. Det højeste punkt er 2535 moh. og plateauet på toppen har et areal på ca. 670 km². Fra toppen falder verdens højeste vandfald Kerepakupai Vená, også kendt som Salto del Angel, der har et fald på 979 m og et frit fald på 807 m.
Auyantepui opnåede international berømmelse i 1935, da den amerikanske eventyrer Jimmy Angel ved et flyuheld nødlandede nær Salto del Angel (engelsk: Angel Falls).